# Едгар Гоффмен Прайс
Е(дґар) Гоффмен (Трупер) Прайс (англ. E. Hoffmann Price; 3 липня, 1898, Фаулер, штат Каліфорнія, США — 18 червня 1988, Редвуд-ситі, штат Каліфорнія, США)  — американський письменник-фантаст, що багато працював для ринку пульп-журналів. Він співпрацював з Говардом. П. Лавкрафтом над «Крізь браму срібного ключа».

## Життєпис
Прайс народився у Фаулері, Каліфорнія. У ранні роки він зацікавився Китаєм у результаті спілкування з китайським продавцем у своєму рідному місті. Як покарання його мати одного разу погрожувала залишити Прайса з ним. Він не сприймав це як покарання. Його інтерес до Китаю також мав сексуальний аспект . Його дружина пізніше зазначила, що «східні жінки зачаровують [його]».

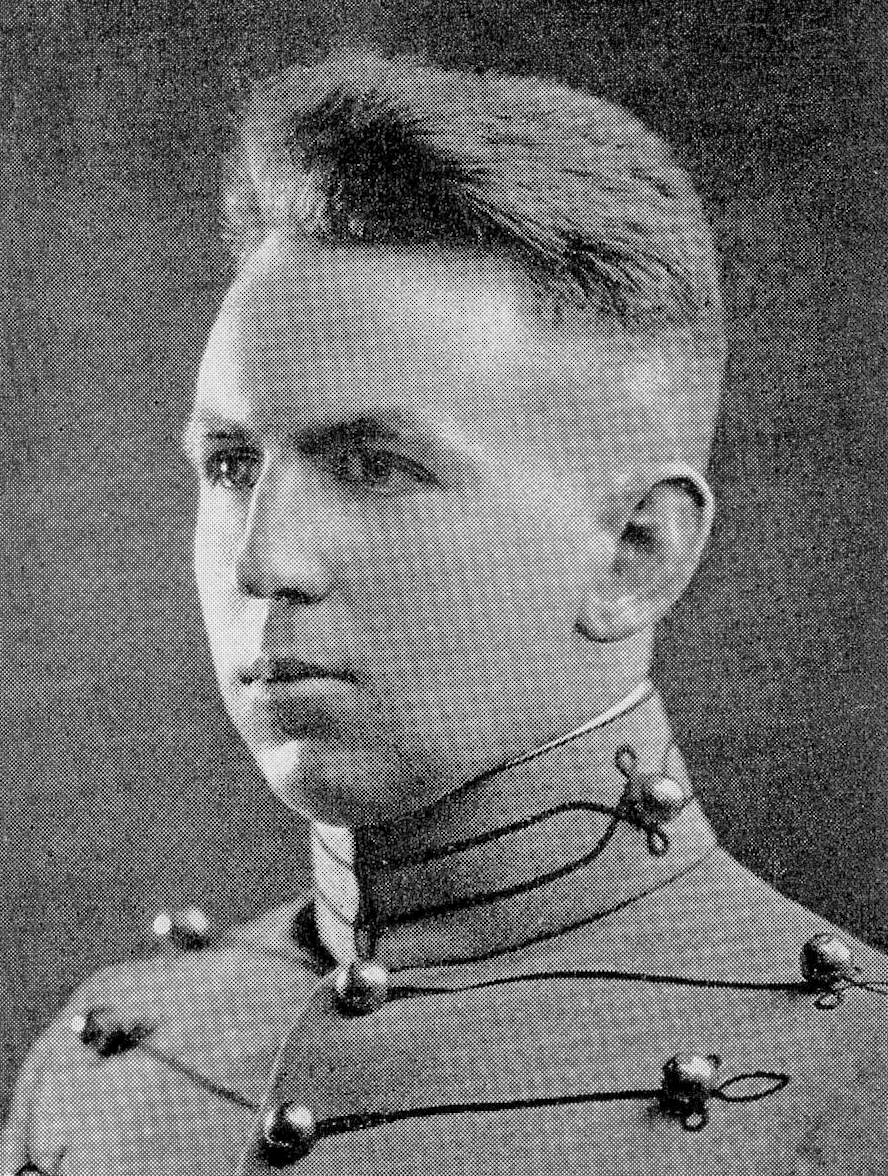
У Вест-Пойнті в 1923 році

Ціни обслуговувалися американськими військовими в Мексиці та на Філіппінах, перш ніж були відправлені до Франції з американськими експедиційними силами у Франції під час Першої світової війни раніше. Він був чемпіоном з фехтування та боксу, сходознавцем-аматором, вивчав арабську мову ; письменник-фантаст Джек Вільямсон у своїй автобіографії 1984 року «Дитя здивування» («англ. Wonder's Child») назвав Е. Гоффмена Прайса «справжнім живим солдатом удачі».
Спочатку Маючи намір стати кадровим солдатом, Прайс закінчив Військову академію Сполучених Штатів у Вест-Пойнті в 1923 році. Починаючи з 1924 року, Прайс влаштувався на роботу в Union Carbide на заводі поблизу Нового Орлеана. Він придбав друкарську машинку і у вільний час почав писати оповідання. Після численних відмов він продав свій перший твір, «Трикутник із варіаціями», журналу «Droll Stories» у 1924 році, після чого майже одразу послідував перший із десятків прийнятих «Weird Tales», «Подарунок Раджі» (січень 1925).
У 1932 році Прайса звільнили з роботи в Union Carbide, і він повністю почав писати. Він переїхав на Манхеттен і почав багато писати для пульп-журналів. У своїй літературній кар'єрі Гоффмен Прайс написав художню літературу для багатьох видань, від Argosy до Terror Tales, від Speed Detective до Spicy Mystery Stories. І все ж його найлегше ідентифікували як письменника «Дивних історій», одного з групи, яка регулярно писала для редактора Фарнсворта Райта, групи, до якої входили Лавкрафт, Роберт Е. Говард і Кларк Ештон Сміт. Прайс опублікував 24 сольні оповідання у Weird Tales між 1925 і 1950 роками, а також три роботи, які він співпрацював з Отісом Адельбертом Клайном , і його роботи з Лавкрафтом, зазначеними вище.

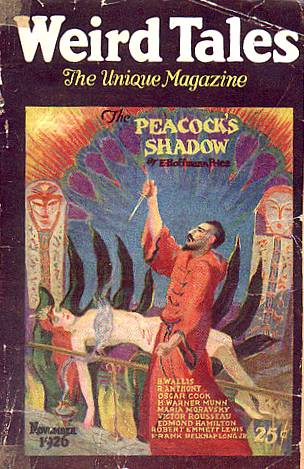
«Тінь павича» Прайса була обкладинкою « Дивних оповідань» за листопад 1926 року.

«Незнайомець з Курдистану», опублікований у 1925 році, був ще одним раннім оповіданням, яке з'явилося в «Вейрд Тейлз». Цю історію, яка містила діалог між певним персонажем і Сатаною, деякі читачі розкритикували як богохульство, але вона виявилася популярною серед читачів Weird Tales. (Лавкрафт стверджував, що вважає це особливо потужним). «Донька невірного» (1927), сатира на Ку-клукс-клан, також розлютила деяких читачів з півдня, але Райт захистив історію.
Прайс працював у низці популярних жанрів, включаючи наукову фантастику, жахи, кримінал і фентезі, але він був найбільш відомий своїми пригодницькими історіями зі східною обстановкою та атмосферою. Прайс також брав участь у короткочасному журналі Фарнсворта Райта The Magic Carpet (1930–34) разом із Клайном, Говардом, Смітом та іншими постійними учасниками Weird Tales . Для Spicy Western Stories Прайс написав серію про лібідного ковбоя Саймона Болівара Граймса. Для Clues Detective Stories Прайс створив серіал про Паванга Алі, малайзійського детектива в Сінгапурі.
Як і багато інших авторів кримінальної прози для пальп-журналів, Прайс не міг прогодувати себе та свою родину за рахунок доходу від літератури. Живучи в Новому Орлеані в 1930-х роках, він деякий час працював у «Union Carbide Corporation» . Тим не менш, йому вдалося багато подорожувати та підтримувати дружбу з багатьма іншими пульп-авторами, включно з Отісом Адельбертом Клайном  та Едмондом Гемілтоном . Під час поїздки до Техасу в середині 1930-х років Прайс був єдиним публіцистичним письменником, який зустрівся з Робертом Е. Говардом віч-на-віч. Він також був єдиною людиною, яка зустрічалася з Говардом, а також з Говардом П. Лавкрафтом і Кларком Ештоном Смітом (великий «Тріумвірат» авторів "Дивних історій ") особисто. Протягом свого довгого життя Прайс створив спогади про багатьох видатних фігур у кримінальному письмі, серед яких Говард, Лавкрафт і Гемілтон.
До 1951 року він жив у Редвуд-Сіті, Каліфорнія . Його інтерес до астрології привів його до встановлення зв'язків із Шрі Рам Махра, тибетським теологом.
Наприкінці життя Прайс пережив велике літературне відродження. У 1970-х і 80-х роках він випустив серію науково-фантастичних, фентезійних і пригодницьких романів, опублікованих у м'якій обкладинці; «Дружини диявола Лі Фонга» (1979) є одним із яскравих прикладів. За життя він також опублікував дві збірки своїх оповідань: Дивні шлюзи (англ. «Valley of the Tall Gods and Other Tales from the Pulps», 1967) та Далекі землі, інші дні (англ. «Far Lands, Other Days», 1975). У цей період Прайс часто листувався з романістом і поетом Річардом Л. Тірні.
Прайс був одним із перших спікерів у Товаристві мальтійських соколів у Сан-Франциско в 1981 році.
У 1984 році він отримав Всесвітню премію фентезі за заслуги перед жанром Збірка його літературних мемуарів «Книга мертвих: друзі минулих років, фантасти та інші» була опублікована посмертно в 2001 році. Серед його друзів і колег по письменництву були Річард Л. Тірні, Говард. П. Лавкрафт, Огест Дерлет, Джек Вільямсон, Едмонд Гемілтон, Роберт Е. Говард, Кларк Ештон Сміт, Генрі Каттнер, Сібері Квінн, Отіс Клайн, Ральф Мілн Фарлі, Роберт Спенсер Карр, і Фарнсворт Райт серед інших.
Прайс був буддистом і прихильником Республіканської партії США.
Він помер у Редвуд-Сіті, штат Каліфорнія, у 1988 році

## Дружба з Говардом П. Лавкрафтом

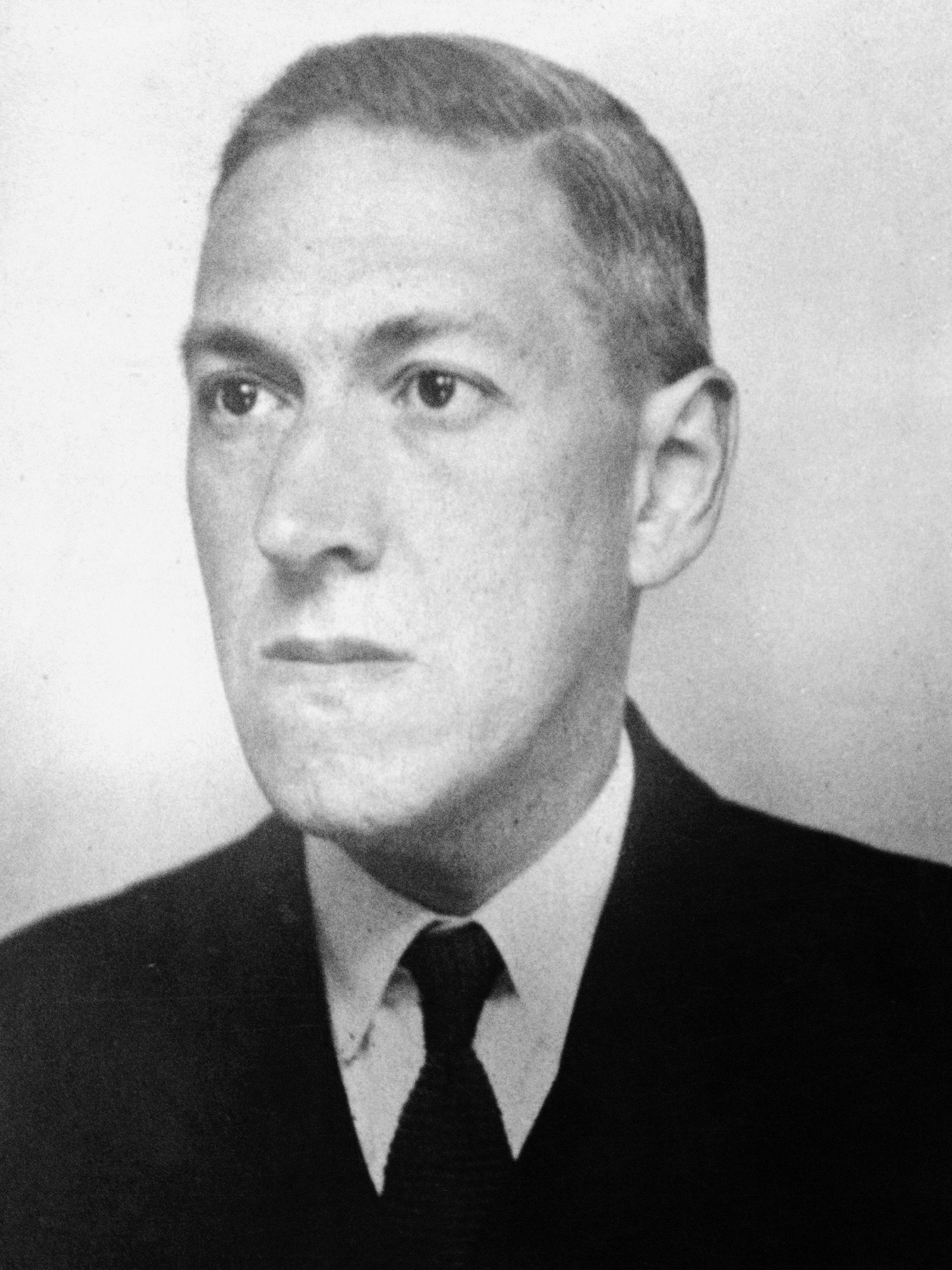
HP Lovecraft у червні 1934 року

Коли Лавкрафт відвідав Новий Орлеан у червні 1932 року, Говард телеграфував Прайсу, щоб попередити його про присутність відвідувача, і обидва письменники провели більшу частину наступного тижня разом. Спростований міф стверджує, що Прайс повів Лавкрафта до борделю в Новому Орлеані, де Лавкрафт із задоволенням виявив, що кілька співробітників були шанувальниками його творчості; та ж сама апокрифічна історія спочатку була розказана про Сібері Квінна десь раніше.
Зустріч Прайса і Лавкрафта поклала початок листуванню, яке тривало до смерті Лавкрафта. Свого часу вони навіть запропонували сформувати команду авторів, яка, за химерним прогнозом Лавкрафта, «за скромними оцінками складала б мільйон слів на місяць». Для співпраці вони планували використовувати псевдонім «Етьєн Мармадюк де Маріньї»; Подібне ім'я було використано для персонажа у фільмі «Через ворота срібного ключа», єдиній співпраці Прайса та Лавкрафта. Інша співпраця Лавкрафта і Гофмана Прайса — це «Тарбіс озера».
Ця історія бере свій початок із захоплення Прайса більш ранньою казкою Лавкрафта. «Однією з моїх улюблених історій HPL був і залишається „Срібний ключ“», — написав Прайс у мемуарах 1944 року. «Розповідаючи йому про задоволення, яке я отримав, перечитуючи це, я запропонував продовження, щоб розповісти про вчинки головного героя Рендолфа Картера після його зникнення». Після переконання Лавкрафта, який, очевидно, неохоче співпрацював над таким продовженням, Прайс написав чернетку на 6000 слів у серпні 1932 року; у квітні 1933 року Лавкрафт створив версію з 14 000 слів, яка залишила незмінними, за оцінкою Прайса, «менше п'ятдесяти моїх оригінальних слів» хоча Енциклопедія Лавкрафта HP повідомляє, що Лавкрафт «зберіг якомога більше концепцій Прайса, а також деякі з його мови».
У будь-якому випадку, Прайс був задоволений результатом, написавши, що Лавкрафт «звичайно мав рацію, відкинувши все, окрім основного плану. Я міг тільки дивуватися, що він зробив так багато з мого неадекватного та безглуздого початку». Історія з'явилася під підписами обох авторів у номері Weird Tales за липень 1934 року; Чернетка Прайса була опублікована під назвою «Володар ілюзій» у склепі Ктулху № 10 у 1982 році.
Прайс відвідав Лавкрафта в Провіденсі влітку 1933 року. Кажуть, коли він зі спільним другом з'явився вдома до Лавкрафта з шістьма упаковками пива, непитущий Лавкрафт зауважив: «І що ти збираєшся робити з такою кількістю ?»

### Операція
- Операція «Невідповідність» (англ. «Operation Misfit», 1980)
- «Операція „Тривале життя“» (англ. «Operation Longlife», 1980)
- Операція «Вигнання» (англ. «Operation Exile», 1983)
- Операція «Ізіда» (англ. «Operation Isis», 1985)

### Інші науково-фантастичні та фентезійні романи
- Сатани на Сатурні (англ. «Satans on Saturn», 1940) у спіавторстві з Отісом Адельбертом Клайном [en]
- «Яквай Ґолд» (англ. «Yaqui Gold», 1940)
- Суходолом та морем" (англ. «By Land and Sea», 1943)
- Дружини диявола Лі Фонга[en] (англ. «The Devil Wives of Li Fong», 1979)
- Нефритова чарівниця (англ. «The Jade Enchantress», 1982)

### Збірки
- Дивні шлюзи[en] (англ. «Valley of the Tall Gods and Other Tales from the Pulps», 1967)
- Далекі землі, інші дні[en] (англ. «Far Lands, Other Days», 1975)
- Три історії Кліффа Крейгіна (англ. «Three Cliff Cragin Stories», 1987)
- Дочка сатани та інші казки з пульпи (англ. «Satan's Daughter and Other Tales from the Pulps», 2004)
- Долина високих богів та інші казки з пульпи (англ. «Valley of the Tall Gods and Other Tales from the Pulps», 2006)

### Нехудожня література
- Дивні оповіді (англ. «The Weird Tales Story», 1999)
- Книга мертвих: Друзі минулих років, фантасти та інші[en] (англ. «Book of the Dead: Friends of Yesteryear, Fictioneers and Others», 2001)